# Jelena Richárd
Jelena Richárd (Pécs, 1998. január 8. –) labdarúgó, csatár, a Csíkszereda játékosa.

## Pályafutása
2021 augusztusában a Kisvárda egy évre kölcsönbe adta a román Csíkszereda csapatának vásárlási opciós joggal. 2022 januárjában a Csíkszereda élt opciós jogával és végleg megszerezte.